# Modstandsbevægelse
En modstandsbevægelse er en organisation, som aktivt bekæmper en besættelsesmagt, en lokal regering, der samarbejder med en besættelsesmagt, eller et diktatur. Ordet bruges især om den danske modstandsbevægelse under Besættelsen 1940-1945, og om tilsvarende modstandsbevægelser i andre europæiske lande, der bekæmpede den tyske besættelsesmagt under anden verdenskrig, eksempelvis den norske og den franske modstandsbevægelse. Betegnelsen er også blevet brugt om mange organisationer i andre lande, der har gjort væbnet eller ikkevæbnet modstand imod styret i deres land. To sydafrikanske eksempler er såvel African National Congress fra 1912, den ledende modstandsbevægelse imod det tidligere hvide apartheid-styre i Sydafrika, som den sydafrikanske paramilitære Afrikaner Weerstandsbeweging fra 1973, der blev dannet som en modstandsbevægelse blandt afrikaanere imod liberale tendenser blandt hvide sydafrikanere.
En modstandsbevægelse kan søge at nå sine mål enten ved brug af ikkevoldelige midler (sommetider kaldt civil ulydighed) eller ved brug af væbnet magt.
Oxford English Dictionary har registreret den første brug af ordet resistance (engelsk for "modstand") i betydningen "organiseret modstand imod en invasionsmagt" i 1862.

## Overført betydning
Begrebet "modstandsbevægelse" bruges også i mere overført betydning, for eksempel i begrebet "kulturel modstandsbevægelse" om strømninger, der modarbejder fremherskende kulturelle tendenser. Tæt beslægtet hermed er sprogbrugen underground om alternative kulturstrømninger, som også refererer til arven fra de egentlige modstandsbevægelser, som ofte har opereret "under jorden".